# ریتا کراکت
ریتا کراکت (انگلیسی: Rita Crockett) (متولد ۲ نوامبر ۱۹۵۷ در سن آنتونیو، تگزاس) بازیکن سابق والیبال تیم ملی زنان آمریکا و برنده مدال نقره المپیک است. 